# Kloster Bledzew
Das auch unter dem Namen Neu-Dobrilugk bekannte Kloster Bledzew (Blesen) ist eine ehemalige Zisterzienserabtei in Polen. Es befand sich rund 10 km nordwestlich der Stadt Międzyrzecz (Meseritz), an der Obra, in der Woiwodschaft Lebus, Powiat Międzyrzecki.

## Geschichte
Kloster Bledzew wurde 1259 gegründet und von dem Mutterkloster Dobrilugk in Brandenburg aus der Linie von Volkenroda in Thüringen, das sich wiederum über Kamp (Altencamp) von der Primarabtei Morimond ableitet, besiedelt. Im Jahr 1239 wurde von Kloster Dobrilugk eine Grangie bei Semmeritz (polnisch: Zemsko) östlich der Oder errichtet, aus der zwischen 1259 und 1286 das eigenständige Tochterkloster Neu-Dobrilugk zuerst in Stary Dworek, dann in Zemsko entstand. Um 1407 wurde es nach Bledzew (Blesen) verlegt und 1836 aufgehoben. Bledzew und Stary Dworek bilden die Basis eines Dreiecks, dessen östliche Spitze in Zemsko liegt. Die Entfernungen betragen jeweils nur wenige Kilometer.

## Bauten und Anlage
Kloster und Kirche wurden 1840 abgebrochen.